# Ophionellus deficiens
Ophionellus deficiens là một loài tò vò trong họ Ichneumonidae.